# Неправильная галактика

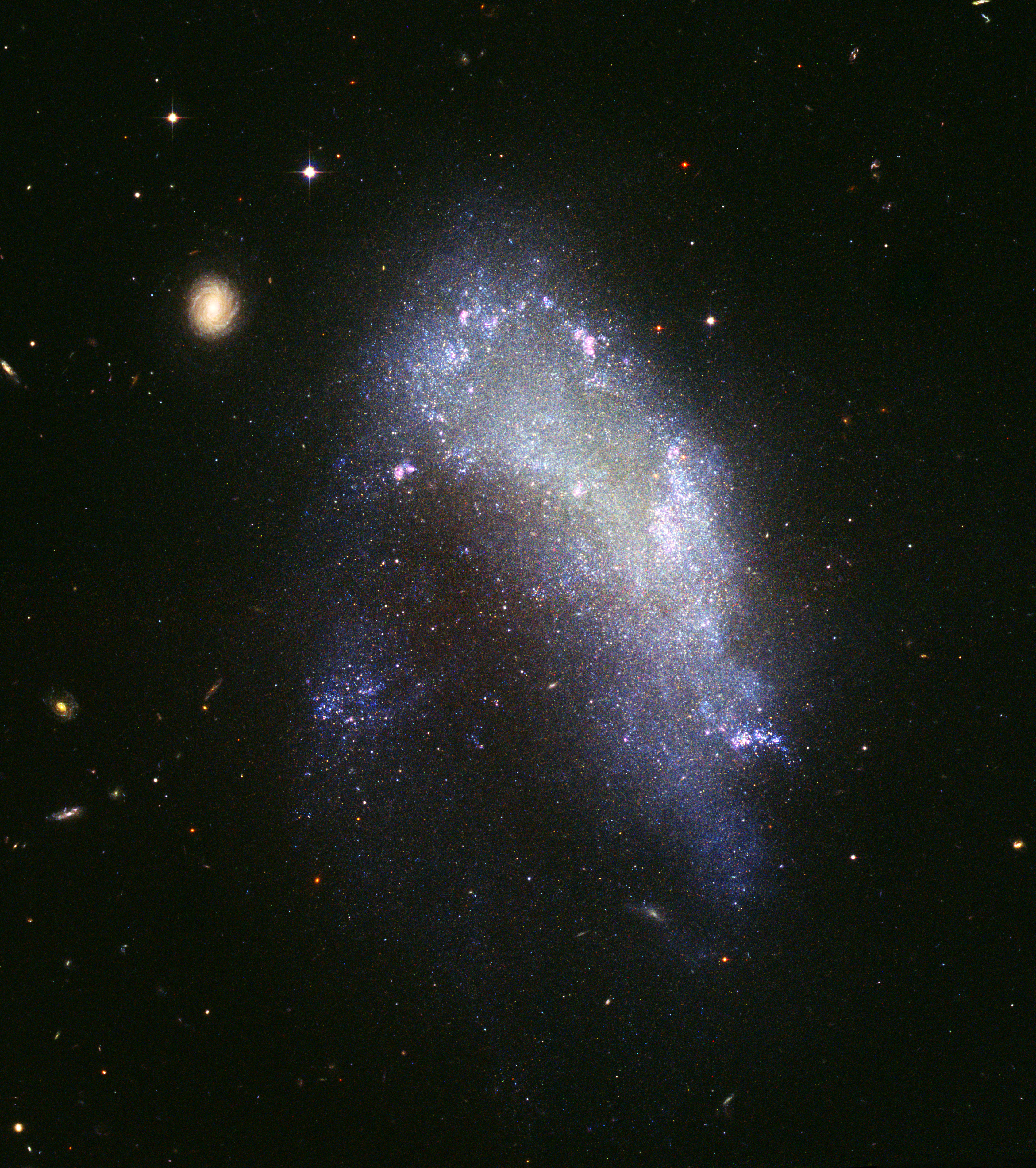
NGC 1427A, пример неправильной галактики.

Неправильные галактики — галактики неправильной формы, не вписывающиеся в последовательность Хаббла. Они не имеют ни спиральной, ни эллиптической структуры. Чаще всего такие галактики имеют хаотичную форму без ярко выраженного ядра и спиральных ветвей.
Некоторые неправильные галактики в прошлом являлись спиральными или эллиптическими, но были деформированы под гравитационным воздействием других галактик.
Как правило, в этих галактиках много молодых звёзд, а ядро и балдж у них практически не выражены. Обычно карликовые галактики имеют маленький размер и массу, их массы — порядка одной десятой части Млечного пути.

## Классификация
Неправильные галактики делятся на несколько типов:
- Irr I — неправильные галактики первого типа — галактики, имеющие слабовыраженную структуру, которой, однако, недостаточно, чтобы отнести их к последовательности Хаббла. Этот тип, в свою очередь, делится ещё на два:
  - Sm — имеющие подобие спиральной структуры, также называются Магеллановыми спиральными галактиками;
  - Im — не имеющие спиральной структуры.
- Irr II — неправильные галактики второго типа — это галактики, не имеющие никаких особенностей структуры, позволяющих отнести их к последовательности Хаббла;
- dIrr — карликовые неправильные галактики. Как правило, они имеют очень малое содержание тяжёлых элементов и большое количество газа. Они считаются достаточно важными для развития теории эволюции галактик, так как они могут представлять собой тусклые голубые галактики, ранее обнаруженные на изображении Hubble Ultra Deep Field, и представляющие одну из задач внегалактической астрономии[6].

Некоторые из неправильных галактики являются маленькими спиральными галактиками, разрушенными приливными силами больших компаньонов.

## Магеллановы облака
В прошлом считалось, что спутники Млечного Пути — Большое и Малое Магеллановы облака — относятся к неправильным галактикам. Однако позже было обнаружено, что они имеют спиральную структуру с баром. Поэтому на данный момент они классифицированы как SBm — четвёртый тип спиральных галактик с баром.

## Примеры
- NGC 1427A
- NGC 1569
- NGC 3109
- NGC 4449
- NGC 4656